# Matriz (Borba)

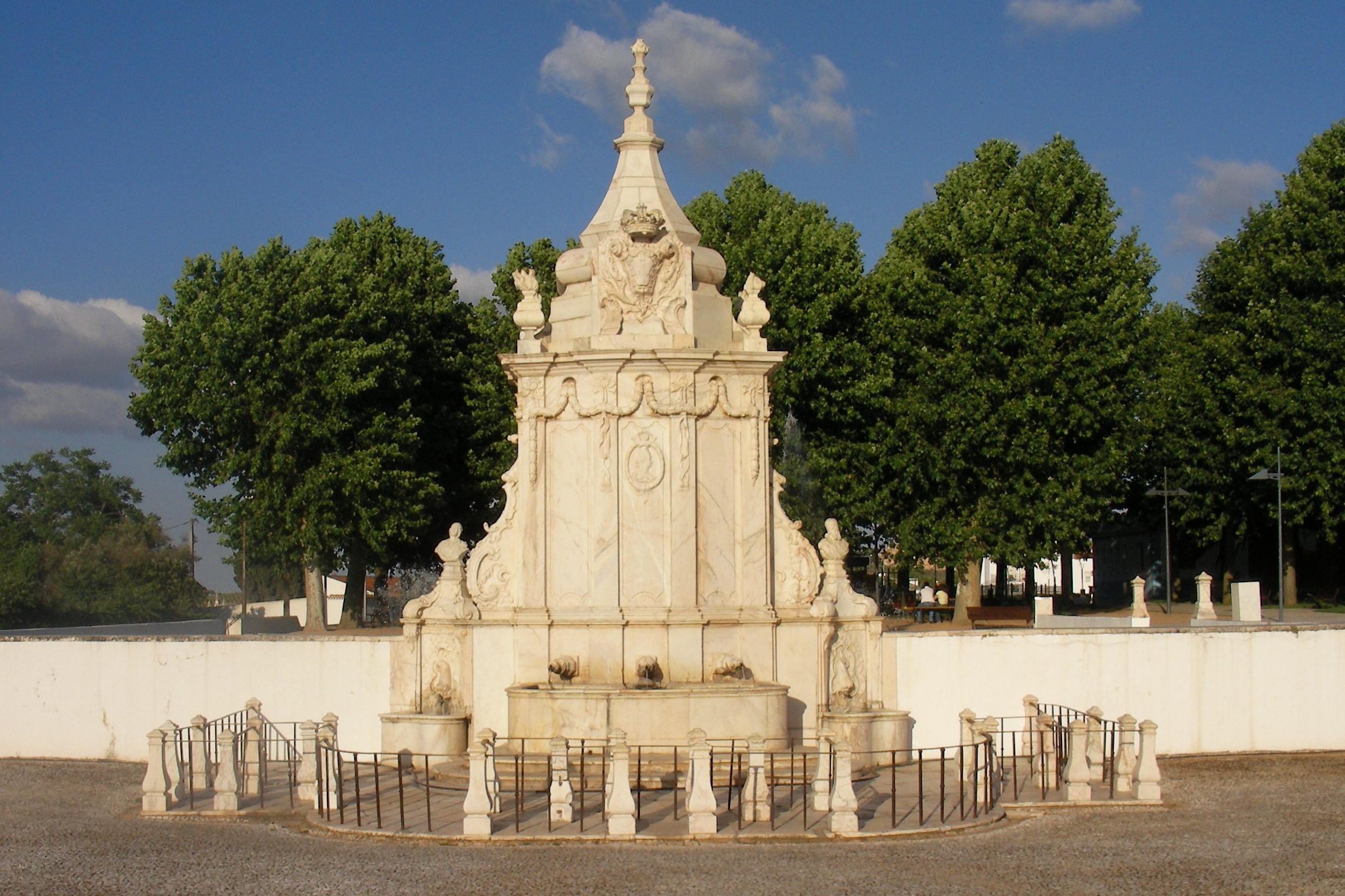
Fonte das Bicas

Matriz (oficialmente, Borba (Matriz)) é uma freguesia portuguesa do município de Borba, com 41,32 km² de área e 3387 habitantes (censo de 2021). A sua densidade populacional é 82 hab./km².

## Geografia
É uma das poucas freguesias portuguesas territorialmente descontínuas, tendo a adicional raridade de essa descontinuidade derivar da existência, bem no seu interior, de um enclave (cerca de 200 vezes mais pequeno do que o seu território): a totalidade da freguesia de São Bartolomeu.

## Demografia
Nota: No censo de 1864 figura Borba – Sobral. Nos censos de 1878 a 1900 figura Borba – Nossa Senhora das Neves. Nos censos de 1911 a 1930 tinha anexada a freguesia de Santa Bárbara. No censo de 1940 figura Matriz. Pelo decreto-lei nº 27 424, de 31/12/1936, passou a ter a atual designação.
A população registada nos censos foi:
| Distribuição da População por Grupos Etários | Distribuição da População por Grupos Etários | Distribuição da População por Grupos Etários | Distribuição da População por Grupos Etários | Distribuição da População por Grupos Etários |
| -------------------------------------------- | -------------------------------------------- | -------------------------------------------- | -------------------------------------------- | -------------------------------------------- |
| Ano                                          | 0-14 Anos                                    | 15-24 Anos                                   | 25-64 Anos                                   | > 65 Anos                                    |
| 2001                                         | 513                                          | 502                                          | 1968                                         | 718                                          |
| 2011                                         | 486                                          | 370                                          | 2024                                         | 899                                          |
| 2021                                         | 423                                          | 292                                          | 1742                                         | 930                                          |

## Património
- Casa dos Morgados Cardosos ou Casa Nobre dos Morgados Cardosos ou Casa de Borba
- Convento da Nossa Senhora da Consolação do Bosque ou Quinta do Bosque
- Fonte das Bicas ou Chafariz de Borba
- Igreja Matriz ou Igreja de Nossa Senhora das Neves ou Igreja de Nossa Senhora do Sobral (ou Soveral)
- Igreja da Misericórdia
- Igreja de Santa Bárbara
- Muralhas do Castelo
- Palácio dos Fidalgos Silveira Menezes ou Palácio Silveira Meneses ou Palácio Silveira Fernandes
- Paços do Concelho
- Quinta do General